# Марай (Катайский район)
Марай — деревня в Катайском районе Курганской области. Расположена на реках Марай и Синара.

## География
Деревня расположена на левом берегу реки Марай, при впадении её в реку Синару, в 24 километрах (в 34 километрах по автодорогам) к юго-западу от районного центра — города Катайска, в 215 километрах к северо-западу от областного центра — города Кургана (в 252 километрах по автодороге).
Часовой пояс
Марай, как и вся Курганская область, находится в часовой зоне МСК+2. Смещение применяемого времени относительно UTC составляет +5:00.

## История
В 1834 году деревня входила в Зырянскую волость Камышловского уезда Пермской губернии.
Деревня входила в Зырянский приход. По состоянию на 1902 год, в деревне Марайской жили государственные крестьяне, все русские, православные, занимались хлебопашеством.
В июле 1918 года установлена белогвардейская власть. В июле 1919 года установлена советская власть.
В 1928 году Марай входила в Верхключевский сельсовет Каменского района Шадринского округа Уральской области.
В советское время жители работали в колхозе «Путь к коммунизму». В 1961 году колхоз вошёл в состав молочного совхоза «Красные орлы».
Между 1974 и 1982 годами деревня перечислена из Верхнеключевского сельсовета в состав Зырянский сельсовет.
Законом Курганской области от 31 октября 2018 года N 124, Зырянский сельсовет был упразднён, а его территория с 17 ноября 2018 года включена в состав Верхнеключевского сельсовета. Законом Курганской области от 29 сентября 2022 года был упразднён Верхнеключевской сельсовет, а деревня вошла в состав новообразованного Катайского муниципального округа.

## Школа
Действует Марайская начальная общеобразовательная школа.

## Общественно-деловая зона
В 1970-х годах установлены четырёхгранный обелиск, увенчанный красной пятиконечной звездой и стела с фамилиями погибших в Великой Отечественной войне.

## Население
| 1869 | 1904 | 1920 | 1926 | 1989 | 2002 | 2010 |
| ---- | ---- | ---- | ---- | ---- | ---- | ---- |
| 282  | ↗486 | ↗531 | ↗574 | ↘250 | ↘206 | ↘167 |

Национальный состав
- По данным переписи населения 2002 года, проживало в Марае 206 человек, из них русские составляли 84 %.
- По данным переписи 1926 года, в деревне было 122 двора с населением 574 человека (268 мужчин и 306 женщин), все русские.[5]

## Инфраструктура
| Список улиц | Список улиц | Список улиц |
| #           | Тип         | Название    |
| ----------- | ----------- | ----------- |
| 1           | улица       | Ленина      |
| 2           | улица       | Молодежная  |
| 3           | улица       | Новая       |
| 4           | улица       | Набережная  |
| 5           | переулок    | Школьный    |
| 6           | переулок    | Садовый     |